# Marielle Jaffe
Jaclyn Marielle Jaffe (Valencia, California, 23 de junio de 1989) es una actriz estadounidense.
Jaffe nació en Valencia, California. Hizo su debut en el cine como Afrodita en la película de 2010 Percy Jackson y el ladrón del rayo. En abril de 2011, consiguió un papel principal en la película slasher Scream 4, interpretando a Olivia Morris. También apareció en la parodia de Funny or Die Field of Dreams 2: Lockout.

## Filmografía
| Película                           | Año  | Rol                | Notas        |
| ---------------------------------- | ---- | ------------------ | ------------ |
| Percy Jackson y el ladrón del rayo | 2010 | Aphrodite Girl     |              |
| Locked Away                        | 2010 | Nikki              |              |
| 10 Things I Hate About You         | 2010 | Justine            | - 1 episodio |
| Scream 4                           | 2011 | Olivia Morris      |              |
| Field of Dreams 2: Lockout         | 2011 | Iowa Farmer's Wife | Cortometraje |
| What About Love                    | 2024 | Tanner Tarlton     |              |